# Stig Tøfting
Stig Tøfting, född 14 augusti 1969 i Århus, är en dansk före detta fotbollsspelare, numera expertkommentator.
Han har gjort 41 landskamper för det danska landslaget och har spelat för klubbar som Hamburg, Duisburg och Bolton, samt i fyra olika perioder för hans hemstads AGF Århus. Säsongen 2005 spelade han allsvenskt i BK Häcken, efter att säsongen tidigare ha fått sparken från AGF efter ett slagsmål.
2005 gav han ut boken No regrets om sitt liv.

## Kontroverser
Stig Tøfting är känd som en tuffing både på och utanför fotbollsplanen. Han har varit inblandad i flera skandaler.
- I juni 1999, efter en utekväll i Århus, skrek en man okvädesord åt Tøfting varpå han sprang ifatt mannen, in på ett närliggande McDonalds, och slog honom med öppen hand.[3] Töfting dömdes senare till tjugo dagars fängelse för incidenten.[4]
- Efter VM i Japan och Sydkorea 2002, vid en lagfest på Café Ketchup med det danska landslaget, skallade Tøfting restaurangchefen med en dansk skalle efter oenigheter kring vilken musik som skulle spelas. Samma kväll gav Töfting kökschefen en knytnäve i ansiktet varpå denne fick hämtas med ambulans.[5][3]
- 2004 gav en man Tøfting fingret efter att den förre ansåg att Tøfting med sin bil kört för nära honom i anslutning till ett övergångsställe. Tøfting svarade med att hoppa ur sin bil och knuffa mannen i bröstet så att han föll till marken.[6] AGF stängde av Tøfting i fem dagar men ansåg händelsen för bagatellartad för att det skulle behöva vidtas strängare åtgärder.
- Senare samma år hamnade Tøfting i handgemäng med lagkamraten Søren Pedersen. De två hade haft en vänskapligt artad brottningsmatch som slutat med att Tøftings skjorta rivits itu. Ett tumult uppstod och då AGF:s assisterande tränare Brian Steen Nielsen försökt avbryta bråket blev även han inblandad. Efter händelsen fick Tøfting sparken från AGF.[2]
- Efter en utekväll med sin styvson 2013 hamnade den senare i en dispyt med några dörrvakter och blev nedbrottad och fasthållen. Tøfting försökte ingripa och då polis kom till platsen blev de båda anhållna, de fick följaktligen tillbringa natten i arresten.[7]

## Meriter
- VM i Fotboll 1998, 2002
- EM i Fotboll 1996, 2000
- OS 1992
- Dansk cupmästare 1992, 1996
- 41 A-landskamper (för Danmark)